# Königstädtisches Gymnasium
Das Königstädtische Gymnasium war ein humanistisches Gymnasium in der Berliner Innenstadt im Stadtteil Königsstadt, das 1877 gegründet wurde und 1935 durch Vereinigung mit dem Leibniz-Gymnasium aufgelöst wurde.
Es war mit dem Königstädtischen Realgymnasium, das 1832 als Königstädtische Stadtschule gegründet wurde, verbunden; das gemeinsame Schulgebäude befand sich in der Elisabethstraße 57 (heute aufgehoben und überbaut; am Standort des heutigen Rathaus Mitte, Karl-Marx-Allee 31).

## Bekannte Lehrer (Auswahl)
- Ludwig Bellermann (1836–1915), Klassischer Philologe und Germanist, Sophokles- und Schiller-Forscher, 1877 bis 1893 Direktor
- Johannes Bolte (1858–1937), Literaturwissenschaftler und Volkskundler, 1880 Hilfslehrer, 1882 bis 1926 Oberlehrer
- Hermann Diels (1848–1922), Klassischer Philologe und Medizinhistoriker, 1880 bis 1882 Oberlehrer, wechselte als Professor an die Berliner Universität
- Hans Droysen (1851–1918), Historiker und Klassischer Philologe, 1880 bis 1916 Oberlehrer
- Hans Henning (1874–nach 1940), Germanist, 1925 bis 1932 Direktor
- Karl Hoppe (1868–1946), Klassischer Philologe, Kandidat 1895–1896
- Lutz Korodi (1867–1954), Oberlehrer 1904–1907, später Politiker und Lehrer in Rumänien
- Rudolf Schneider (1852–1911), Historiker, Spezialist für antike Militärtechnik, 1879 Hilfslehrer, 1886–1903 Oberlehrer
- Eduard Wellmann (1842–1918), Klassischer Philologe, Spezialist für griechische Philosophie, 1877 bis 1893 Oberlehrer und 1893 bis 1907 Direktor
- Georg Wolff (1882–1967), Pädagoge und Bildungspolitiker, Oberlehrer 1914–1927, danach Schulrat in Oranienburg

## Bekannte Schüler (Auswahl)
- Paul Lüdicke (1866–1931), Rechtsanwalt, Notar und Abgeordneter in Berlin
- Friedrich Daab (1870–1945), evangelischer Pfarrer, Religionsphilosoph und Publizist
- Ernst Articus (1876–1947), Jurist und Ministerialbeamter
- Martin Salomonski (1881–1944), Schriftsteller und Berliner Rabbiner in der NS-Zeit
- Erich Friedlaender (1883–1958), Psychiater
- Bruno Valentin (1885–1969), Orthopäde, Hochschullehrer und Medizinhistoriker
- Erich Liebermann-Roßwiese (1886–1942), Pianist, Komponist und Librettist
- Georg Flatow (1889–1944), Ministerialbeamter und Arbeitsrechtler
- Friedrich Müller (1889–1942), Widerstandskämpfer gegen den Nationalsozialismus
- Benno Bardi (1890–1973), Komponist und Dirigent
- Hans Bischoff (1894–1943), Kinderarzt und Hochschullehrer
- Erich Ludwig Loewenthal (1894–1943), Neuphilologe und Literaturwissenschaftler
- Friedrich Wunderlich (1896–1990), evangelisch-methodistischer Theologe, Bischof und Ökumeniker
- Walter Friedeberger (1898–1967), Arzt
- Fritz Eschen (1900–1964), Fotograf
- Reinhard Braun (1902–1981), Augenarzt und Hochschullehrer
- Horst Bartholomeyczik (1903–1975), Zivilrechtler und SS-Obersturmbannführer
- Werner Levie (1903–1945), niederländischer jüdischer Verbandspolitiker
- Hans Pyritz (1905–1958), Germanist und Goetheforscher
- Gerhard Schach (1906–1945), Politiker (NSDAP)
- Sebastian Haffner (1907–1999), Journalist, Publizist und Schriftsteller
- Horst Wessel (1907–1930), Sturmführer der SA
- Herbert A. Frenzel (1908–1995), Skandinavist, Journalist, Übersetzer und Theaterwissenschaftler
- Hermann Meyer-Lindenberg (1912–1982), Diplomat
- Heinz Kaschke (1916–2002), Politiker (LDP, FDP), besuchte das Königstädtische Realgymnasium
- Karl Vibach (1928–1987), Theaterregisseur und -intendant, Drehbuchautor und Schauspieler